# Victor Scvorțov
Victor Scvorțov (ur. 30 marca 1988) – mołdawski judoka, od 2013 roku reprezentujący Zjednoczone Emiraty Arabskie. Uczestnik letnich igrzysk olimpijskich w Rio de Janeiro i letnich igrzysk olimpijskich w Tokio. Brązowy medalista mistrzostw świata z 2014 roku.

## Mistrzostwa świata
Na mistrzostwach świata w Czelabińsku w 2014 roku zajął 3. miejsce, stając na najniższym stopniu podium obok Musy Mogushkova.

## Igrzyska olimpijskie
Na igrzyskach w Rio wystartował w kategorii do 73 kg. W 1/16 pokonał Egipcjanina Zeyada Matera, zaś w 1/8 przegrał z Japończykiem Shōheiem Ōnem przez ippon i odpadł z turnieju.